# NGC 4226
NGC 4226 ist eine spiralförmige Radiogalaxie vom Hubble-Typ Sa im Sternbild Jagdhunde am Nordsternhimmel. Sie ist schätzungsweise 326 Millionen Lichtjahre von der Milchstraße entfernt und hat einen Durchmesser von etwa 145.000 Lichtjahren. Vom Sonnensystem aus entfernt sich die Galaxie mit einer errechneten Radialgeschwindigkeit von näherungsweise 7.200 Kilometern pro Sekunde.
Gemeinsam mit NGC 4217 bildet sie das optische Galaxienpaar Holm 354. Im selben Himmelsareal befinden sich unter anderem die Galaxien M 106, NGC 4232, PGC 39216, PGC 39418.
Die Typ-II-Supernova SN 2008bn wurden hier beobachtet.
Das Objekt wurde am 19. März 1828 von John Herschel entdeckt.